# 치로 폴리토
치로 폴리토(이탈리아어: Ciro Polito, 1979년 4월 12일 ~ )는 이탈리아의 전 축구 선수로, 포지션은 골키퍼이다.